# Костени (Прахова)
Костени (рум. Costeni) насеље је у Румунији у округу Прахова у општини Манечу-Унгурени. Oпштина се налази на надморској висини од 533 m.

## Становништво
Према подацима из 2002. године у насељу је живело 178 становника, од којих су сви румунске националности.